# Päivajaure
Päivajaure är en sjö i Jokkmokks kommun i Lappland och ingår i Luleälvens huvudavrinningsområde. Sjön har en area på 0,53 kvadratkilometer och ligger 682 meter över havet. Päivajaure ligger i Pärlälvens fjällurskog Natura 2000-område. Sjön avvattnas av vattendraget Skieltajåkkå.

## Delavrinningsområde
Päivajaure ingår i det delavrinningsområde (740705-158482) som SMHI kallar för Utloppet av Päivajaure. Medelhöjden är 755 meter över havet och ytan är 6,23 kvadratkilometer. Räknas de 2 avrinningsområdena uppströms in blir den ackumulerade arean 29,11 kvadratkilometer. Skieltajåkkå som avvattnar avrinningsområdet har biflödesordning 4, vilket innebär att vattnet flödar genom totalt 4 vattendrag innan det når havet efter 317 kilometer. Avrinningsområdet består mestadels av skog (41 procent) och kalfjäll (50 procent). Avrinningsområdet har 0,57 kvadratkilometer vattenytor vilket ger det en sjöprocent på 9,1 procent.